# Pyongyang FC
Pyongyang FC (평양 축구단) war ein Fußballklub aus Pjöngjang, der heutigen Hauptstadt Nordkoreas.

## Geschichte

### 1930er Jahre
Der Klub wurde am 15. Januar 1933 durch eine konstituierende Sitzung gegründet. Bereits ein Jahr später gewann man das All Korea Football Tournament, indem man Joseon FC (heutiges Südkorea) im Finale besiegte. Dies war der bedeutendste Titel im damaligen Korea.
Gegenüber dem Kyungsung FC bestand eine gewisse Rivalität.

### 1940er Jahre
Spätestens in den 1940er Jahren hatte sich Pyongyang FC zum besten Fußballklub Koreas etabliert.

### 1950er Jahre
Aus unbekannten Gründen wurde der FC während des Koreakrieges in den frühen 1950er Jahren aufgelöst.

## Stadion
Heimstätte war das Kirimri Stadium mit 20.000 Plätzen, welches heute als Kim-Il-sung-Stadion bekannt ist.

## Erfolge

### National
- All Korea Football Tournament (1): 1934

## Bekannte Spieler
- Park Kyu-chung, spielte von 1939 bis 1940 für Pyongyang FC und trat zu den Olympischen Sommerspielen 1948 und zur Fußball-Weltmeisterschaft 1954 für die Südkoreanische Fußballnationalmannschaft an[3][4]